# Headwater Diversion Plan

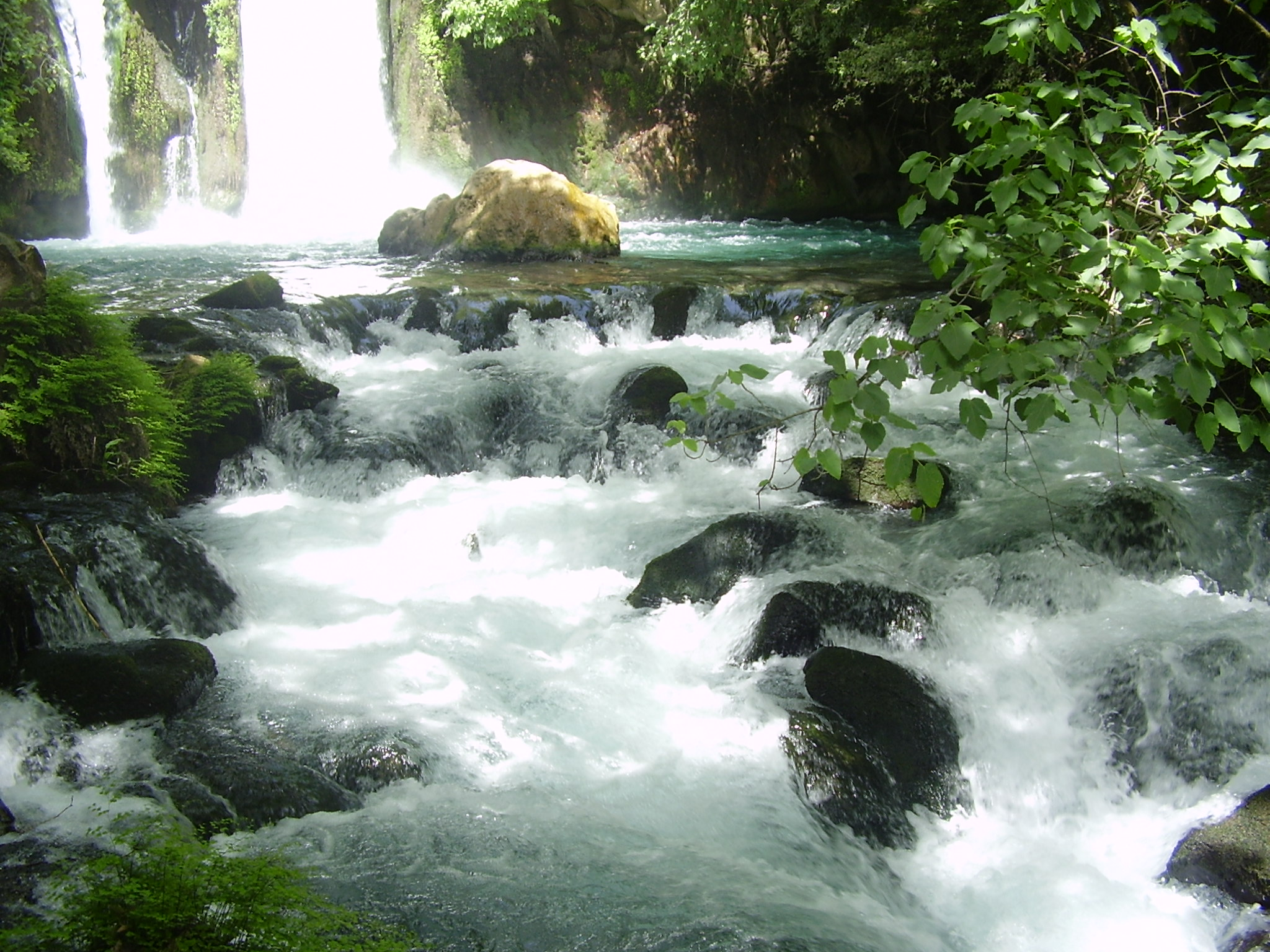
Cascata di Banias, Alture del Golan

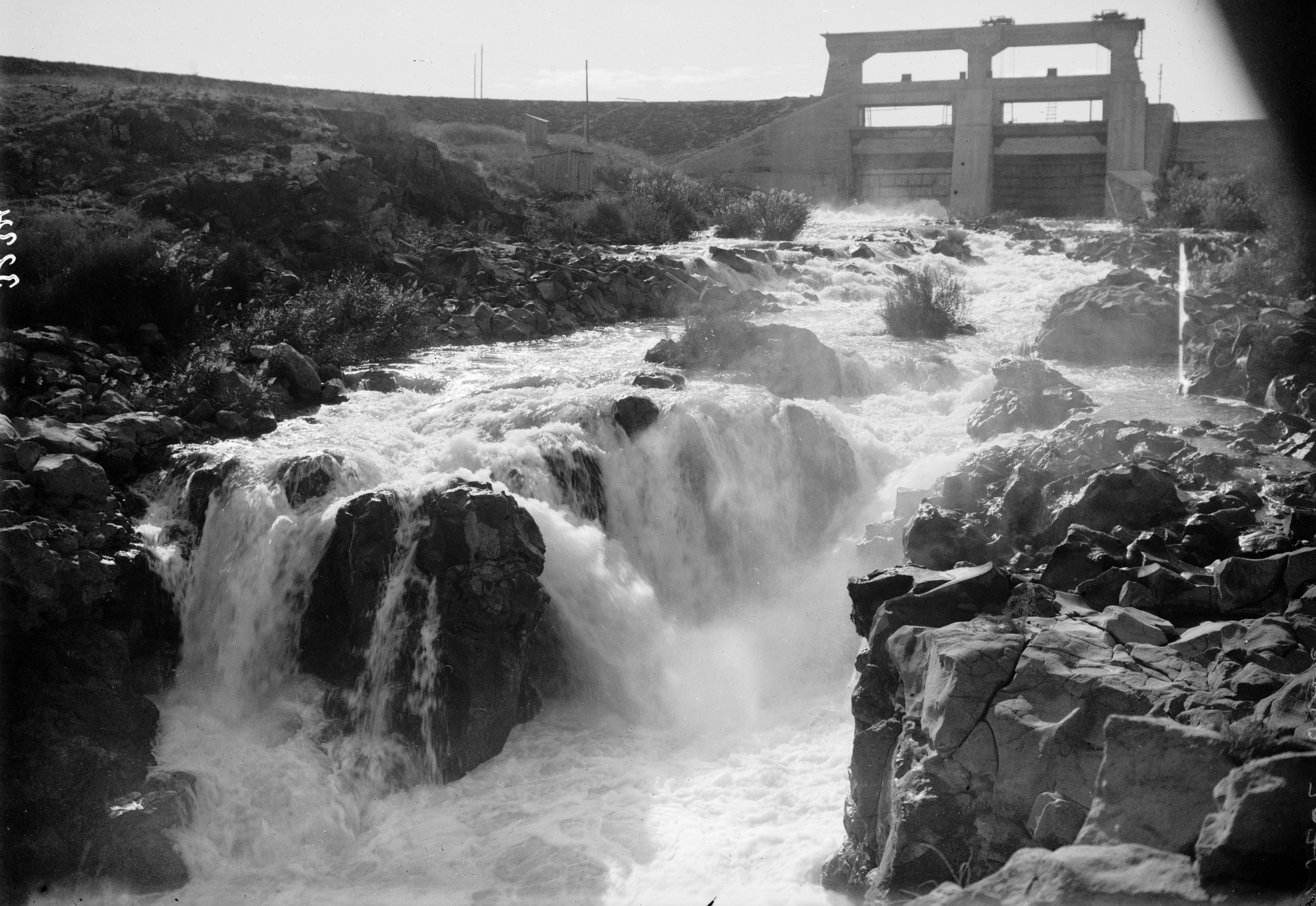
Acque di inondazione che escono dal bacino idrico di Yarmuk al fiume Yarmuk, 1933

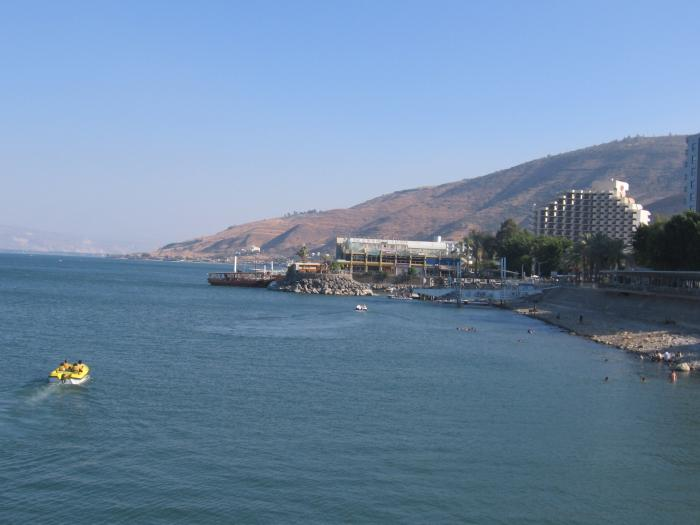
Lago Kinneret, Israele

Il Headwater Diversion Plan ("piano di deviazione delle acque sotterranee") era un piano della Lega araba per deviare due delle tre fonti del fiume Giordano e impedire loro di confluire nel Mare di Galilea, al fine di contrastare i piani di Israele di utilizzare l'acqua di Hasbani e Banias nel suo progetto National Water Carrier per l'irrigazione fuori dal bacino. Il piano fu approvato dalla Lega araba nel 1964, ma Israele impedì lo sviluppo del progetto effettuando attacchi aerei nel territorio siriano nell'aprile 1967. 

## Contesto, antefatti, scenario
Nel 1955 fu finalizzato il Piano unificato (Johnston) per lo sviluppo multinazionale del bacino del fiume Giordano tra i detentori dei diritti rivieraschi. Il piano è stato accettato dai comitati tecnici di Israele e della Lega araba. Una discussione nella Knesset nel luglio 1955 terminò senza voto. Il comitato di esperti arabi approvò il piano nel settembre 1955 e lo sottopose all'approvazione definitiva al Consiglio della Lega araba. L'11 ottobre 1955, il Consiglio votò di non ratificare il piano, a causa dell'opposizione della Lega al riconoscimento formale di Israele. Dopo la crisi di Suez del 1956, tuttavia, gli stati arabi (ad eccezione della Giordania) rafforzarono notevolmente la loro posizione contro Israele, e ora opposti al piano, sostengono che rafforzando la sua economia il piano aumenterebbe la potenziale minaccia da Israele. La leadership araba sostenne anche che l'aumento dell'approvvigionamento idrico di Israele avrebbe incoraggiato l'immigrazione di più coloni ebrei, riducendo così la possibilità di rimpatrio per i rifugiati palestinesi della guerra del 1948. Tuttavia Nasser, il presidente egiziano, assicurò agli americani che gli arabi non avrebbero superato le quote d'acqua prescritte dal piano Johnston
Ciononostante, sia la Giordania che Israele si impegnarono ad operare nell'ambito delle quote previste dal "Piano Johnston". Vennero completati con successo due progetti di ingegneria civile; la deviazione di acqua dal fiume Giordano (1,7 milioni di metri cubi in un giorno) a Eshed Kinrot, portata dal vettore nazionale israeliano Water Carrier dal 1955 al 1964 e la costruzione giordana del canale East Ghor (ora noto come King Abdullah Canal ) dal 1957 al 1966.

## Piano di deviazione
Nel 1964, quando il National Water Carrier di Israele stava per concludersi, la seconda conferenza al vertice della Lega araba votò su un piano progettato per aggirarlo e scoraggiarlo. La loro risoluzione affermava: 
 L'istituzione di Israele è la minaccia fondamentale che la nazione araba nella sua interezza ha accettato di prevenire. E poiché l'esistenza di Israele è un pericolo che minaccia la nazione araba, la deviazione delle acque della Giordania da questa moltiplica i pericoli dell'esistenza Araba. Di conseguenza, gli stati arabi devono preparare i piani necessari ad affrontare gli aspetti politici, economici e sociali, in modo che, se non si ottengono i risultati necessari, i preparativi militari arabi collettivi, quando non saranno completati, costituiranno i mezzi pratici definitivi per liquidazione finale di Israele. 
 Gli stati arabi e nordafricani hanno scelto di dirottare le sorgenti della Giordania piuttosto che servirsi di un intervento militare diretto. I capi di stato della Lega araba hanno preso in considerazione due opzioni: 
1. La deviazione del fiume Hasbani nel Litani combinata con la deviazione della sorgente Banias al fiume Yarmouk,
2. La deviazione sia di Hasbani che della sorgente Banias verso lo Yarmouk.

Fu scelta la seconda opzione. Lo schema era solo marginalmente possibile, era tecnicamente difficile e costoso. Sono state citate considerazioni politiche arabe per giustificare il programma di deviazione. La Siria iniziò la propria parte dell'intero piano di deviazione araba con la costruzione del canale Banias-Yarmouk nel 1965, con finanziamenti dall'Egitto e dall'Arabia Saudita. Una volta completato, la deviazione del flusso avrebbe trasportato l'acqua in una diga a Mukhaiba per essere utilizzata da Giordania e Siria e impedire all'acqua di raggiungere il Mare di Galilea. Il Libano ha anche iniziato un canale per deviare le acque dell'Hasbani, la cui fonte è in Libano, verso il Banias. Le opere di deviazione di Hasbani e Banias avrebbero avuto l'effetto di ridurre la capacità di trasporto del National Water Carrier dal Mare di Galilea di circa il 35% e la fornitura complessiva di acqua di Israele di circa l'11%. Inoltre, avrebbe aumentato la salinità del Mare di Galilea di 60 ppm.
Israele dichiarò che avrebbe considerato tale deviazione come una violazione dei propri diritti sovrani. Israele ha sfruttato gli incidenti della DMZ come pretesto per bombardare il progetto di deviazione, culminando in attacchi aerei in profondità nel territorio siriano nell'aprile 1967.

## Conseguenze
L'aumento dell'ostilità arabo-israeliana legata all'acqua fu un importante fattore che portò alla guerra dei sei giorni del giugno 1967.